# Lodovico Sauli d'Igliano
Lodovico Sauli d'Igliano (Ceva, 10 novembre 1787 – Usseglio, 15 settembre 1874) è stato un diplomatico, politico e letterato italiano.

## Biografia
Nacque a Ceva il 10 novembre 1787, figlio di Domenico e Angela dei conti Franchi di Centallo. Nella sua città natale compì studi letterari e filosofici, lavorando, dopo la morte del padre, come volontario presso l'ufficio della sottoprefettura, allora sotto la direzione di Thédenat du Vert. Un furibondo litigio con il sottoprefetto, con il quale venne anche alle mani, lo obbligò a lasciare il lavoro a Ceva e a trasferirsi a Torino. Frequentando la direzione della Gazzetta piemontese, allora redatta in lingua francese sotto la direzione di Giuseppe Grassi e dell'avvocato Ruby, strinse amicizia con due nobili, il conte Giovanni Francesco Napione e il barone Giuseppe Vernazza. Iniziò a studiare legge e il Vernazza, che dirigeva allora la biblioteca universitaria, gli fece lasciare il lavoro presso la Gazzetta piemontese per andare a lavorare presso l'Accademia. Laureatosi nel 1811, il 12 febbraio dell'anno successivo andò a lavorare presso la segreteria e biblioteca dell'Accademia delle Scienze.
Alla restaurazione di Casa Savoia, il 21 maggio 1814, fu subito assunto come segretario agli Affari Esteri e poi inviato in missione presso l'ambasciata del Regno di Sardegna a Parigi in qualità di segretario della legazione, rimanendovi sino al marzo 1815.
Nel 1816 divenne capo divisione della Regia Segreteria per gli affari esteri, allora retta da Alessandro Filippo Vallesa, conte di Montalto, rimanendovi per sette anni e prestando servizio anche con il successore di Vallesa, il marchese Filippo Antonio Asinari di San Marzano. Tentò, invano, di rilanciare una proposta fatta nel 1791 per una Lega dei principi italiani che avrebbe dovuto contrastare il pericolo portato dell'imminente rivoluzione francese.
Con i moti rivoluzionari del 1821, del cui imminente scoppio era venuto a conoscenza tramite alcuni rapporti redatti dagli ambasciatori del Regno di Sardegna a Londra e a Napoli, assunse la reggenza del ministero degli esteri su incarico del principe Carlo Alberto, che lasciò poi spontaneamente su invito di Carlo Emanuele Alfieri di Sostegno. Con l'Alfieri e il La Torre lavorò incessantemente per scongiurare il pericolo di una invasione austriaca del regno. Nel 1822 re Carlo Felice lo mandò, con pieni poteri, nei cantoni dei Grigioni e del Ticino, dove riuscì a negoziare un accordo che perfezionava la strada del passo del San Bernardino, congiungendo così, in linea retta, il porto di Genova con il lago di Costanza.
Nel gennaio 1824 assunse l'incarico di inviato straordinario e ministro plenipotenziario presso l'Impero ottomano, ricoprendo l'incarico sino al 22 aprile 1825. Durante il suo mandato a Costantinopoli ottenne che ai sudditi sardi fosse aperto il transito nello stretto del Bosforo, che ai genovesi fosse concesso di commerciare nuovamente nel Mar Nero e che il commercio del Regno di Sardegna fosse messo in posizione paritaria con quello delle altre potenze che avevano già accordi di vecchia data con la Sublime porta. Al suo rientro ebbe un incontro con il ministro Vittorio Amedeo Sallier della Torre, che voleva nominarlo Consigliere di commercio, e con il cavaliere Luigi Provana di Collegno, rifiutando il nuovo incarico. Allontanato dal servizio, ricompensato con la Croce di Cavaliere dell'Ordine dei Santi Maurizio e Lazzaro e una pensione, si diede all'attività letteraria.
Divenne socio nazionale residente dell'Accademia delle Scienze di Torino il 6 dicembre 1827. Nel 1831 diede alle stampe il volume Della colonia dei genovesi in Galata, che venne lodato dalla critica. Il 25 febbraio 1832 fu nominato Commissario generale dei confini degli Stati di terraferma e il 16 aprile 1833 Primo ufficiale per il Ministero degli affari di Sardegna, che volle visitare tutta per rendersi conto della situazione sull'isola. Nel 1834 scrisse, sotto pseudonimo, la novella goliardica Il Castello delle Mollere, Racconto storico fatto alle valorose donne torinesi da Mandricardo da Sammichele, che fu interpretata come una satira contro il governo, cosa che mandò Carlo Alberto su tutte le furie e gli rovinò la carriera diplomatica. Il re aveva intenzione di nominarlo Presidente del Consiglio, per poi assegnargli l'incarico di ministro degli esteri, ma cambiò improvvisamente intenzione. Nel 1843 diede alle stampe Sulla condizione della Monarchia in Savoia sino all'età di Emanuele Filiberto, e poi Lezioni sul cavaliere errante, romanzo di Michele III Marchese di Saluzzo.
Il 10 maggio 1848 Carlo Alberto di Savoia lo nominò Senatore del Regno nella prima legislatura. Nel corso della prima guerra d'indipendenza italiana fu Commissario straordinario nel Ducato di Modena e Reggio (giugno 1848) e lì divenne Socio dell'Accademia delle scienze, lettere ed arti di Modena. Dopo l'approvazione delle Leggi Siccardi (aprile-giugno 1850), il Conte di Cavour gli propose di recarsi a Roma come ministro plenipotenziario nel tentativo di ricomporre il forte dissidio sorto con la Santa Sede, ma non se ne fece nulla.
Tra gli altri incarichi fu vicepresidente del Consiglio del contenzioso diplomatico, membro residente della Deputazione di storia patria di Torino, membro residente della Deputazione di storia patria per le antiche province di Lombardia, socio onorario dell'Accademia Albertina di Torino, vicepresidente dell'Associazione agraria subalpina di Torino, socio corrispondente della Società agraria ed economica di Cagliari, presidente del Consiglio provinciale di Mondovì, vicepresidente e poi presidente del Consiglio divisionale di Cuneo.
 Morì a Usseglio il 15 settembre 1874.

## Pubblicazioni
- Prefazione che avrebbe dovuto precedere al "Tesoro,, di Ser Brunetto Latini, di cui il Sig. Lodovico Valeriani era stato incaricato dall'Imperatore Napoleone di procurar l'edizione insieme con quella d'altri antichi testi di lingua.
- Della colonia dei genovesi in Galata, A spese di Giuseppe Bocca Libraio di S.S.R.M., Torino 1831.
- Il Castello delle Mollere, Racconto storico fatto alle valorose donne torinesi da Mandricardo da Sammichele, Cicero pro domo sua, Torino, 1834.
- Sulla condizione della Monarchia in Savoia sino all'età di Emanuele Filiberto
- Lezioni sul cavaliere errante, romanzo di Michele III Marchese di Saluzzo

### Annotazioni
1. ↑  Il padre morì poco dopo l'annessione del Piemonte alla Francia, lasciando la famiglia nella miseria più nera.
2. ↑  Tale incarico era già stato rifiutato da Ludovico Giuseppe Arborio Gattinara conte di Sartirana marchese di Breme.

### Fonti
1. ↑  Ottolenghi 1897, p. 11.
2. ↑  Ottolenghi 1897, p. 16.
3. 1 2  Ottolenghi 1897, p. 17.
4. ↑  Ottolenghi 1897, p. 20.
5. ↑  Ottolenghi 1897, p. 23.
6. ↑  Ottolenghi 1897, p. 28.
7. ↑  Ottolenghi 1897, p. 31.
8. 1 2 3 4  Ceva nella Storia.
9. ↑  Ottolenghi 1897, p. 44.
10. ↑  Ottolenghi 1897, p. 38.
11. ↑  Ottolenghi 1897, p. 48.
12. 1 2  Ottolenghi 1897, p. 68.
13. ↑  Ottolenghi 1897, p. 75.
14. ↑  Ottolenghi 1897, p. 77.
15. ↑  Ottolenghi 1897, p. 79.
16. 1 2  Ottolenghi 1897, p. 83.
17. ↑  Ottolenghi 1897, p. 85.
18. 1 2  Senato.
19. 1 2  Ottolenghi 1897, p. 86.
20. ↑   Calendario generale pe' Regii Stati pubblicato con autorità del Governo e, 1837,  p. 528. URL consultato il 29 aprile 2021.
21. ↑  Ottolenghi 1897, p. 140.
22. ↑  Ottolenghi 1897, p. 175.
23. ↑  Ottolenghi 1897, p. 1462.
24. ↑  Ottolenghi 1897, p. 178.
25. ↑  Ottolenghi 1897, p. 182.
26. ↑  Ottolenghi 1897, p. 197.
27. ↑   Calendario generale del regno d'Italia, 1862,  p. 121. URL consultato il 29 aprile 2021.